# Aeonium
Aeonium ist eine Pflanzengattung aus der Familie der Dickblattgewächse (Crassulaceae). Der botanische Name leitet sich vom griechischen Wort „αίώνιος“ (aionios) für ewig, ausdauernd ab.

## Beschreibung

### Vegetative Merkmale
Die Arten der Gattung Aeonium sind zweijährige oder in der Regel mehrjährige Pflanzen, die dicht bis wenig verzweigt oder eintriebig sind. Manchmal wachsen sie als monokarpe Halbsträucher oder einzelne oder polsterbildende, fast stammlose Rosettenpflanzen. Ihre Wurzeln sind faserig. Die Triebe sind häufig aufsteigend, bilden teilweise Gruppen oder sind gewunden. Sie sind kahl oder flaumhaarig – bei Aeonium smithii sind sie dicht behaart. Die Triebe sind glatt oder mit einer netzartigen Musterung versehen. Oft sind deutliche Blattnarben vorhanden. Die Blattrosetten sind eher flach mit eng aneinander gepressten oder aufrechten inneren Blättern, oder eher becherartig, häufig etwas kugelförmig und während der Trockenzeit eng geschlossen. Die einfachen, mit breiter Basis sitzenden Laubblätter sind fleischig bis deutlich sukkulent und spiralförmig angeordnet. Ihre Blattspreite ist häufig verkehrt eiförmig oder verkehrt eiförmig-spatelig, manchmal eiförmig, elliptisch oder pflasterkellenförmig. Sie ist zur Spitze hin zugespitzt, verjüngt-zugespitzt oder gerundet, geschwänzt oder stumpf. Die Basis der Blattspreite ist keilförmig oder selten deutlich verschmälert. Die grünen oder gelblich grünen, häufig rosafarben oder rötlich variegaten Blätter sind kahl, fast kahl oder flaumhaarig. Gelegentlich sind sie bläulich überhaucht oder klebrig und manchmal glänzend. Am Blattrand befinden sich häufig deutliche, mehr oder weniger gerade oder vorwärts gebogene, tropfen- oder kegelförmige, einzellige Haare.

### Blütenstände und Blüten
Der Blütenstand ist endständig, bei Aeonium simsii erscheint er aus basalen Rosettenachseln. Er ist oft halbkugelförmig, eiförmig oder kegelförmig. Der deutliche Blütenstandsstiel ist häufig dicht beblättert. Die Blüten sind 7- bis 12-zählig (selten 6- bis 16-zählig) oder 18- bis 32-zählig. Sie weisen Durchmesser von 12 bis 25 Millimeter auf und stehen an kahlen, wenig bis deutlich flaumhaarigem 1 bis 16 Millimeter langen Blütenstielen. Die fleischigen Kelchblätter sind an ihrer Basis miteinander verwachsen. Sie sind kahl oder flaumhaarig. Die nicht miteinander verwachsenen Kronblätter sind ausgebreitet oder leicht zurückgebogen. Sie sind häufig lanzettlich oder verkehrt lanzettlich, manchmal verkehrt eiförmig und in der Regel spitz oder zugespitzt. Die Kronblätter sind blass- bis tiefgelb oder weißlich und dann oftverschieden rötlich variegat. Es sind doppelt so viele Staubblättern wie Kronblätter vorhanden. Die freien Staubfäden sind fadenförmig, kahl oder filzig. Die zylindrischen Staubbeutel sind verschiedenartig gelb gefärbt. Die quadratischen oder länglichen, keilförmigen Nektarschüppchen sind 0,5 bis 1,5 Millimeter lang und 0,3 bis 1,2 Millimeter breit. Gelegentlich fehlen sie. Es sind genauso viele Fruchtblätter wie Kronblätter vorhanden. Manchmal sind deutlich in das Receptaculum eingesenkt. Die Fruchtblätter sind kahl oder häufig mit einigen drüsigen Haaren besetzt.

### Früchte und Samen
Die Balgfrüchte enthalten warzige oder meist gerippte, bräunliche Samen.

## Verbreitung
Die Aeonium-Arten sind hauptsächlich auf den Kanarischen Inseln endemisch. Zwei Arten stammen aus Madeira (Aeonium glandulosum und Aeonium glutinosum), eine kommt auf den Kapverdischen Inseln vor (Aeonium gorgoneum), eine weitere ist im Südwesten Marokkos heimisch (Aeonium korneliuslemsii) und schließlich finden sich zwei Arten (Aeonium leucoblepharum und Aeonium stuessyi) in Ostafrika (z. B. Semien-Gebirge/Äthiopien).

## Systematik

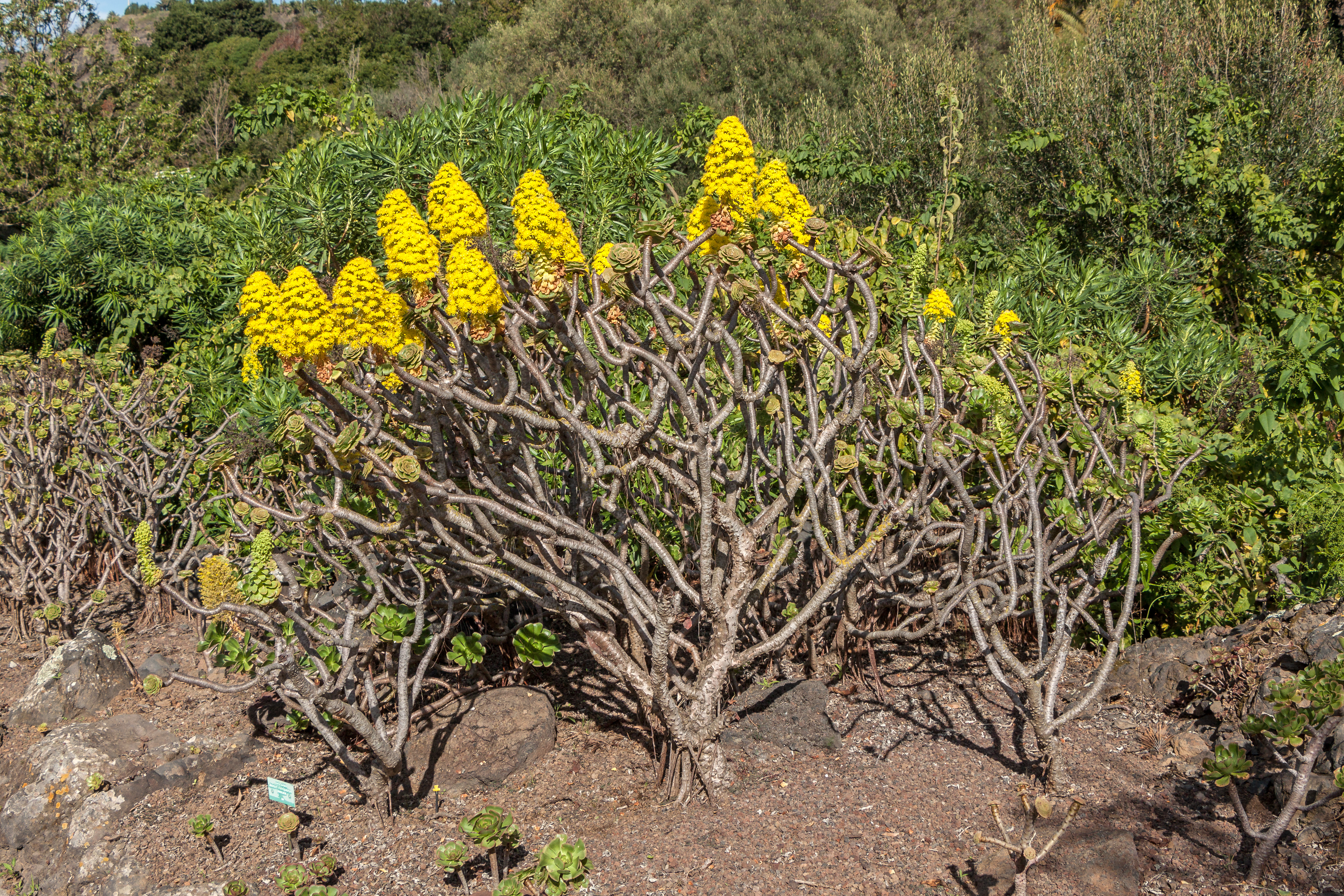
Sektion Aeonium: Aeonium arboreum

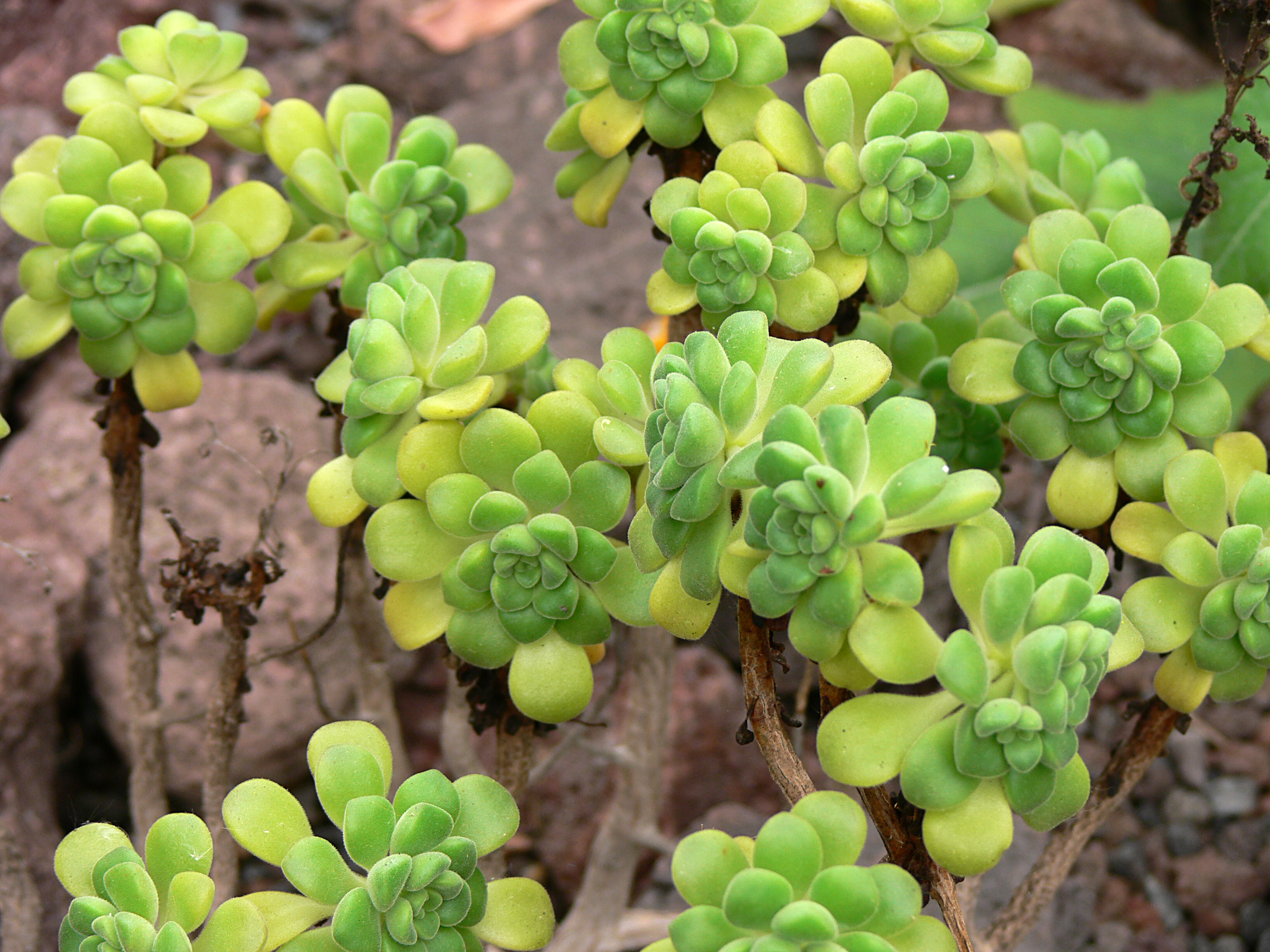
Sektion Chrysocome: Aeonium lindleyi

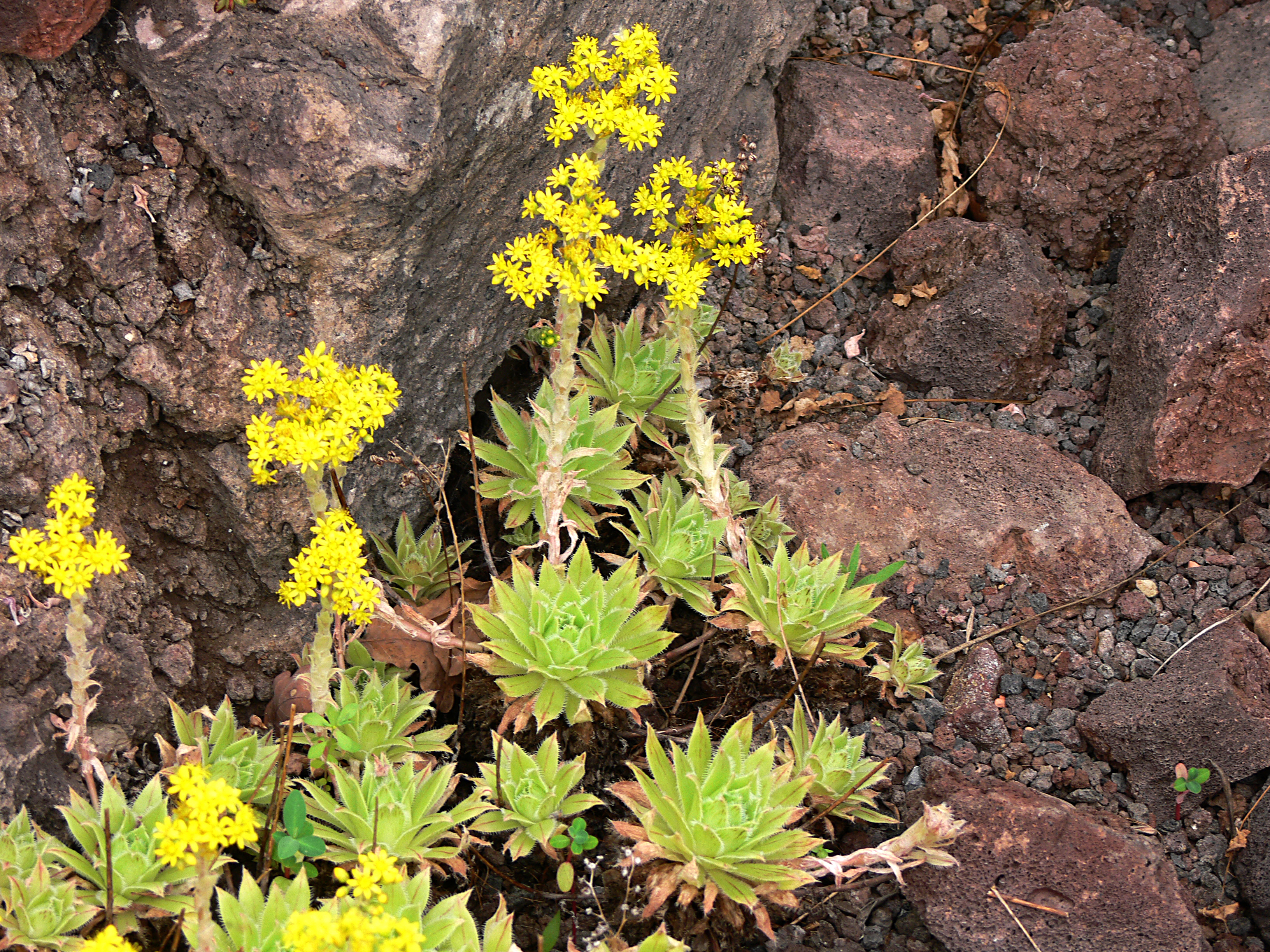
Sektion Chrysocome: Aeonium simsii

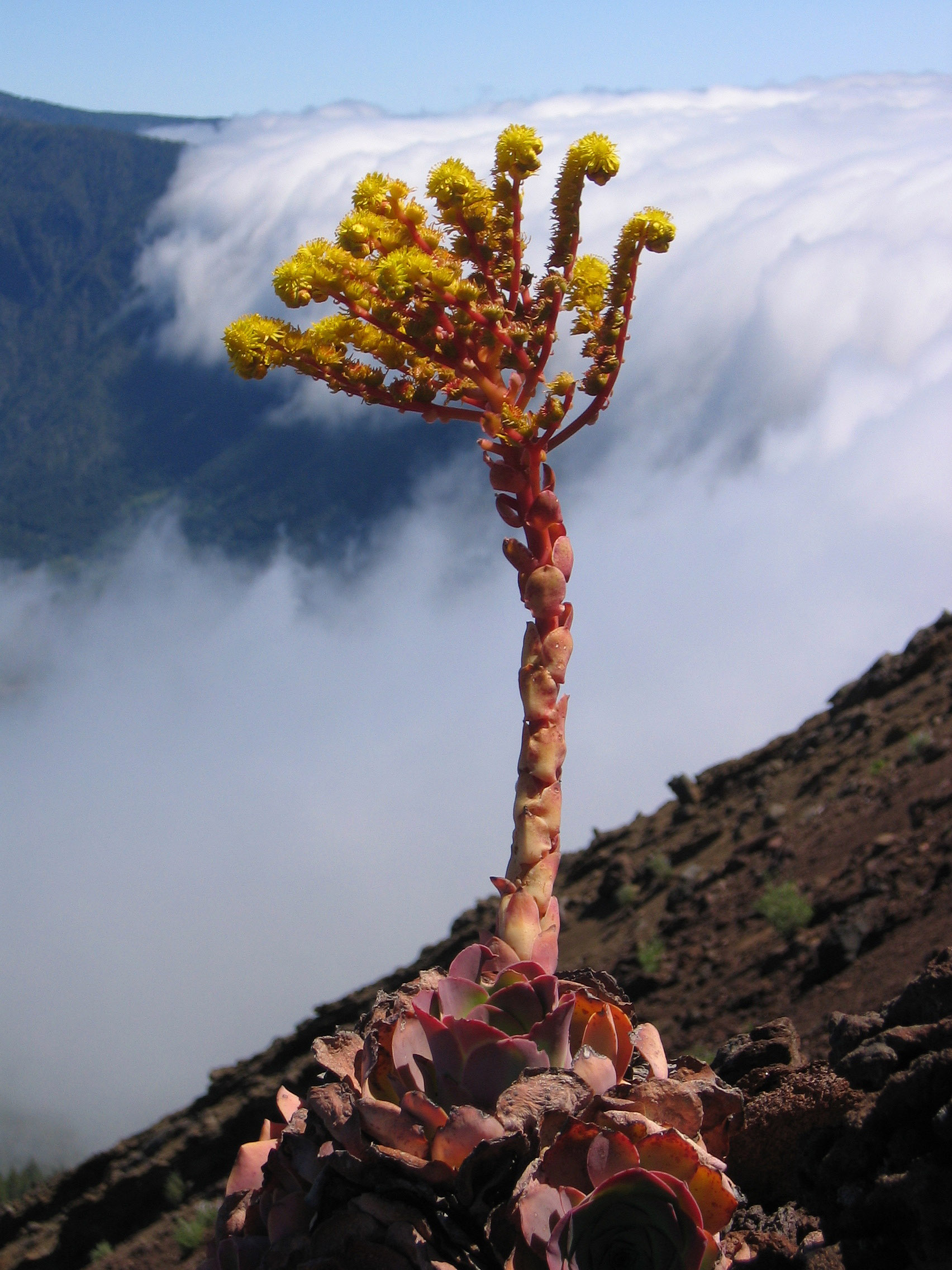
Sektion Greenovia: Aeonium aureum

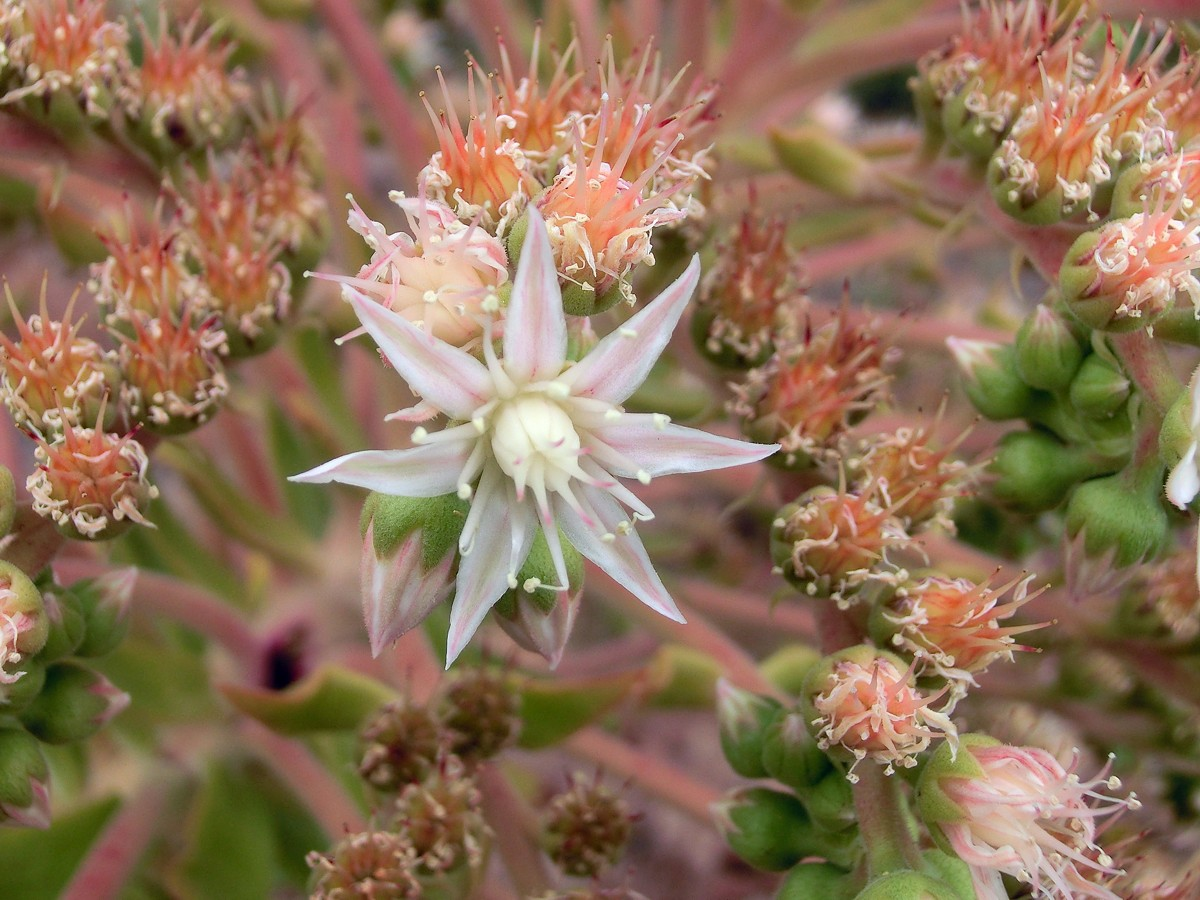
Sektion Leuconium: Einzelblüte von Aeonium urbicum var. meridionale

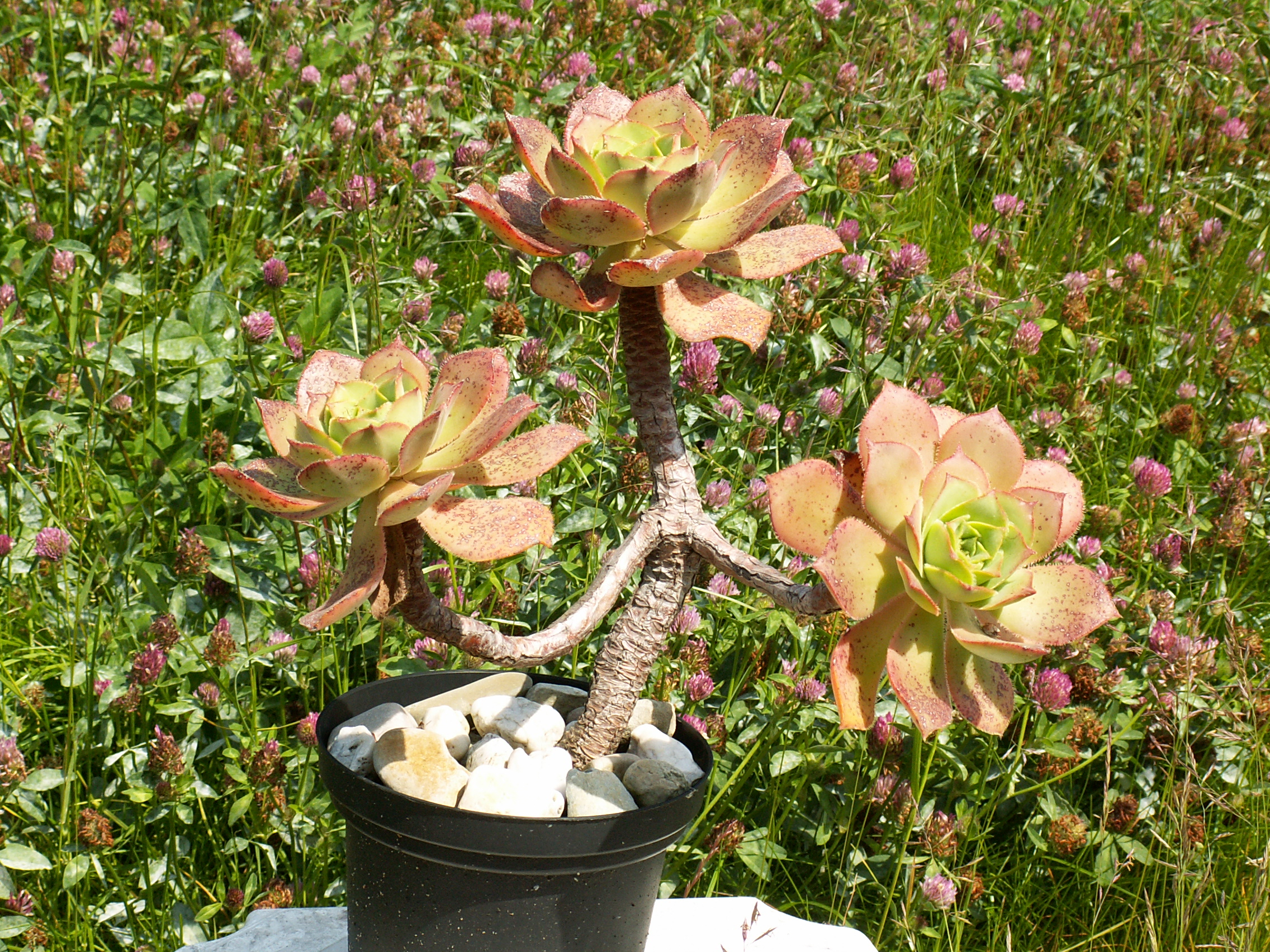
Sektion Leuconium: Aeonium valverdense

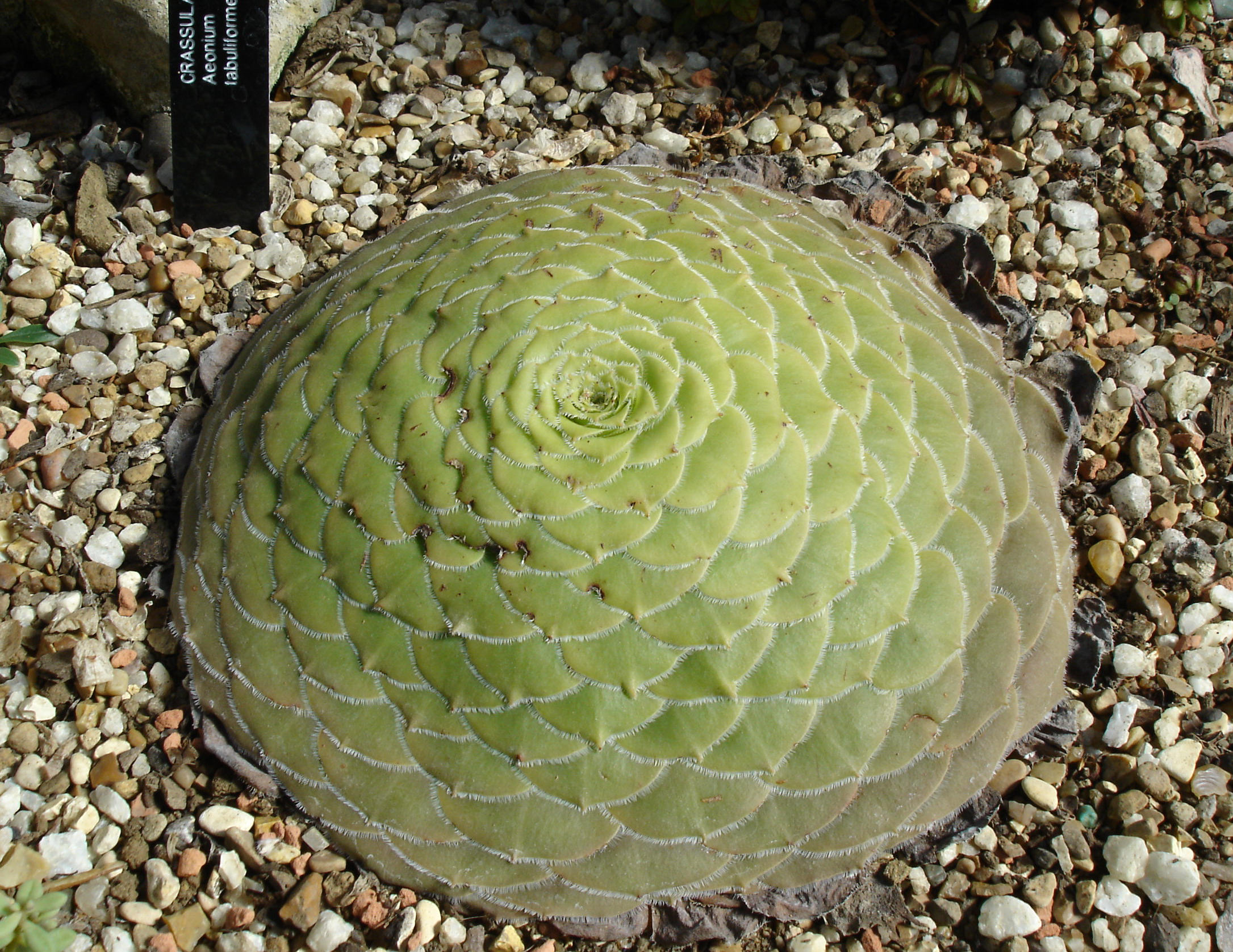
Sektion Patinaria: Aeonium tabuliforme

Die Erstbeschreibung der Gattung Aeonium durch Philip Barker Webb und Sabin Berthelot wurde 1840 veröffentlicht. Innerhalb der Familie der Dickblattgewächse gehört die Gattung Aeonium zur Unterfamilie der Sempervivoideae und wird dort der Tribus Aeonieae zugeordnet. Synonyme sind Greenovia Webb & Berthel. (1840), Aldasorea Hort. ex Haage & Schmidt (1930) und Megalonium (A.Berger) G.Kunkel (1980).
Nach Reto Nyffeler umfasst die Gattung Aeonium folgende Arten, die in fünf Sektionen gegliedert werden:
- Sektion Aeonium
  - Aeonium arboreum (L.) Webb & Berthel.
    - Aeonium arboreum var. arboreum
    - Aeonium arboreum var. holochrysum H.Y.Liu
    - Aeonium arboreum var. rubrolineatum (Svent.) H.Y.Liu

  - Aeonium balsamiferum Webb & Berthel.
  - Aeonium gorgoneum J.A.Schmidt
  - Aeonium korneliuslemsii H.Y.Liu
  - Aeonium leucoblepharum Webb ex A.Rich.
  - Aeonium stuessyi H.Y.Liu
  - Aeonium undulatum Webb & Berthel.

- Sektion Chrysocome Webb
  - Aeonium goochiae Webb & Berthel.
  - Aeonium lindleyi Webb & Berthel.
    - Aeonium lindleyi var. lindleyi
    - Aeonium lindleyi var. viscatum (Bolle) H.Y.Liu

  - Aeonium saundersii Bolle
  - Aeonium sedifolium (Webb ex Bolle) Pit. & Proust
  - Aeonium simsii (Sweet) Stearn
  - Aeonium smithii (Sims) Webb & Berthel.
  - Aeonium spathulatum (Hornem.) Praeger

- Sektion Greenovia (Webb & Berthel.) T.Mes
  - Aeonium aizoon (Bolle) T.Mes
  - Aeonium aureum (C.Sm. ex Hornem.) T.Mes
  - Aeonium diplocyclum (Webb ex Bolle) T.Mes
  - Aeonium dodrantale (Willd.) T.Mes

- Sektion Leuconium A.Berger
  - Aeonium appendiculatum Bañares
  - Aeonium castello-paivae Bolle
  - Aeonium ciliatum Webb & Berthel.
  - Aeonium davidbramwellii H.Y.Liu
  - Aeonium decorum Webb ex Bolle
  - Aeonium gomerense (Praeger) Praeger
  - Aeonium haworthii Salm-Dyck ex Webb & Berthel.
  - Aeonium hierrense (R.P.Murray) Pit. & Proust
  - Aeonium lancerottense (Praeger) Praeger [5]
  - Aeonium nobile (Praeger) Praeger
  - Aeonium percarneum (R.P.Murray) Pit. & Proust
  - Aeonium urbicum (C.Sm. ex Hornem.) Webb & Berthel.
  - Aeonium valverdense (Praeger) Praeger

- Sektion Patinaria (Lowe) A.Berger
  - Aeonium canariense (L.) Webb & Berthel.
    - Aeonium canariense var. canariense
    - Aeonium canariense var. palmense (Webb ex Christ) H.Y.Liu
    - Aeonium canariense var. subplanum (Praeger) H.Y.Liu
    - Aeonium canariense var. virgineum (Webb ex Christ) H.Y.Liu

  - Aeonium cuneatum Webb & Berthel.
  - Aeonium glandulosum (Aiton) Webb & Berthel.
  - Aeonium glutinosum (Aiton) Webb & Berthel.
  - Aeonium tabuliforme (Haw.) Webb & Berthel.

## Nachweise

## Weiterführende Literatur
- Tove H. Jorgensen, Jane Frydenberg: Diversification in insular plants: inferring the phylogenetic relationship in Aeonium (Crassulaceae) using ITS sequences of nuclear ribosomal DNA. In: Nordic Journal of Botany. Band 19, Nr. 5, Dezember 1999, S. 613–621 (doi:10.1111/j.1756-1051.1999.tb01150.x).
- Tove H. Jorgensen, Jens M. Olesen: Growth rules based on the modularity of the Canarian Aeonium (Crassulaceae) and their phylogenetic value. In: Botanical Journal of the Linnean Society. Band 132, 2000, S. 223–240 (doi:10.1006/bojl.1999.0294, PDF online).
- Ho-Yih Liu: Systematics of Aeonium (Crassulaceae). Special Publication Number 3, National Museum of Natural Science, Taichung, Taiwan 1989
- H. M. Mes, H. T. Hart: The evolution of growth-forms in the Macaronesian genus Aeonium (Crassulaceae) inferred from chloroplast DNA RFLPs and morphology. In: Molecular Ecology. Band 5, Nr. 3, Juni 1996, S. 351–363 (doi:10.1111/j.1365-294X.1996.tb00326.x).
- Mark E. Mort, Douglas E. Soltis, Pamela S. Soltis, Javier Francisco-Ortega, Arnoldo Santos-Guerra: Phylogenetics and Evolution of the Macaronesian Clade of Crassulaceae Inferred from Nuclear and Chloroplast Sequence Data. In: Systematic Botany Band. 27, Nummer 2, 2002, S. 271–288 (JSTOR:3093871).
- Mark E. Mort, Douglas E. Soltis, Pamela S. Soltis, Arnoldo Santos-Guerra, Javier Francisco-Ortega: Physiological Evolution and Association between Physiology and Growth Form in Aeonium (Crassulaceae). In: Taxon. Band 56, Nummer 2, 2007, S. 453–464 (JSTOR:25065800).
- Giuseppe Tavormina, Saverio Tavormina: Sezione Greenovia. Opinioni attuali sulla classificazione della sezione Greenovia del genere Aeonium e ibridi naturali. In: Piante Grasse Band 26, Nr. 2, 2006, S. 46–51 (online, ital.).